# 国鉄タキ15700形貨車
国鉄タキ15700形貨車（こくてつタキ15700がたかしゃ）は、かつて日本国有鉄道（国鉄）及び1987年（昭和62年）4月の国鉄分割民営化後は日本貨物鉄道（JR貨物）に在籍した私有貨車（タンク車）である。

## 概要
本形式は、メチルメタアクリレート専用の35t 積タンク車として1969年（昭和44年）5月27日から1973年（昭和48年）3月26日にかけて6ロット11両（タキ15700 - タキ15710）が、日立製作所、富士重工業、日本車輌製造の3社で製作された。
本形式の他にメチルメタアクリレートを専用種別とする形式には、タム7900形、タキ7100形 (3代)の2形式があった。
落成時の所有者は、住友化学工業、内外輸送、三菱レイヨンの3社であったが、1971年（昭和46年）11月27日に三菱レイヨン所有車1両（タキ15705）、1973年（昭和48年）11月6日に住友化学工業所有車2両（タキ15700 ,タキ15701）が日本石油輸送へ名義変更された。
1979年（昭和54年）10月より化成品分類番号「燃31」（燃焼性の物質、引火性液体、危険性度合2（中））が標記された。
35系に属するタンク体は、積荷の純度保持のためステンレス鋼(SUS304)製であり、保冷のため厚さ100mm又は110mmのウレタン断熱材を巻き薄鋼板製のキセ（外板）が設置されている。荷役方式は、積込みは車による違いがあり吐出管からの下入れ又は液入れ管からの上入れ、積み下ろしは吐出管を用いた下出し方式である。
塗色は、黒、全長は12,300mm、全幅は2,720mm、全高は3,876mm、台車中心間距離は8,500mm、自重は17.0t、換算両数は積車5.5、空車1.8、台車はベッテンドルフ式のTR41Cである。
1987年（昭和62年）4月の国鉄分割民営化時には全車11両の車籍がJR貨物に継承されたが、2001年（平成13年）9月に最後まで在籍した3両（タキ15700 ,タキ15701 ,タキ15705）が廃車となり同時に形式消滅となった。

### 年度別製造数
各年度による製造会社と両数、所有者は次のとおりである。（所有者は落成時の社名）
- 昭和44年度 - 5両
  - 日立製作所 2両 住友化学工業（タキ15700 - タキ15701）
  - 富士重工業 3両 内外輸送（タキ15702 - タキ15704）
- 昭和45年度 - 1両
  - 日本車輌製造 1両 三菱レイヨン（タキ15705）
- 昭和46年度 - 2両
  - 富士重工業 2両 内外輸送（タキ15706 - タキ15707）
- 昭和47年度 - 1両
  - 富士重工業 1両 内外輸送（タキ15708）
- 昭和48年度 - 2両
  - 富士重工業 2両 内外輸送（タキ15709 - タキ15710）